# Jevgeni Pasjoetin
Jevgeni Joerjevitsj Pasjoetin (Russisch: Евгений Юрьевич Пашутин) (Sotsji, 6 februari 1969) is een voormalig professionele basketbalspeler die speelde voor het nationale team van Rusland. Hij is de oudere broer van Zachar Pasjoetin. Hij heeft verschillende medailles gekregen waaronder Meester in de sport van Rusland en Geëerde Coach van Rusland.

## Carrière
Pasjoetin heeft voor zeven teams gespeeld tijdens zijn carrière, maar hij heeft niet veel grote titels gewonnen. Zijn enige titel als een speler is het landskampioenschap van Rusland in 2003 met CSKA Moskou. Hij begon zijn carrière bij Spartak Leningrad. Na drie jaar ging hij naar Impoelsk Krasnodar. Na één jaar ging hij naar Avtodor Saratov. Na twee jaar ging hij naar Dinamo Moskou. Een jaar later keerde hij terug naar Avtodor Saratov. Na vier jaar besloot hij om zijn carrière in het buitenland te proberen. Hij ging spelen voor Maccabi Raänana in Israël. Na een jaar keerde hij terug naar Rusland bij UNICS Kazan. Na twee jaar sloot hij zijn carrière af bij CSKA Moskou.

## Coach
Pasjoetin’s eerste prijs als coach kwam in 2004 toen hij en zijn junior team van CSKA Moskou de Junior Euroleague titel won. Maanden later won hij de Russische Junior League. Na het seizoen 2003-04 werd Pasjoetin de hoofdtrainer van het Russische Nationale Team U-20. Na een indrukwekkend seizoen met het CSKA junior team, werd Pasjoetin de assistent-coach van Ettore Messina bij het professionele CSKA team. In het seizoen 2005 won CSKA Moskou de Russische beker en het landskampioenschap van Rusland. In de zomer van 2005 won Pasjoetin het EK met het Russische Nationale Team U-20. In 2006 won CSKA de EuroLeague, de Russische beker, en het landskampioenschap van Rusland. In het seizoen 2006-07 was CSKA de runner-up in de EuroLeague, maar won zowel de Russische beker en het landskampioenschap van Rusland. In 2008 won CSKA opnieuw de EuroLeague-titel en het landskampioenschap van Rusland, maar verloor het de Russische bekerfinale. In 2010 ging Pasjoetin naar UNICS Kazan en won in 2011 de EuroCup. In 2012 werd hij hoofdcoach van Lokomotiv-Koeban Krasnodar. Daar bleef Pasjoetin twee seizoenen. In 2013 won hij met deze club de EuroCup. In 2014 keerde hij terug naar UNICS Kazan. Tussen 2013 en 20015 was Pasjoetin hoofdcoach van Rusland. In 2017 ging hij naar Avtodor Saratov. In 2018 verhuisde hij naar Pallacanestro Cantù in Italië. In 2019 keerde hij terug bij Avtodor Saratov. Halverwege het seizoen ging hij naar Lokomotiv-Koeban Krasnodar. In 2021 werd hij coach van Oeralmasj Jekaterinenburg. In 2022 ging hij naar Parma Perm.

## Erelijst
- Landskampioen Sovjet-Unie:
  - Tweede: 1991
- Landskampioen Rusland: 1
  - Winnaar: 2003
  - Tweede: 1994, 1995, 1997, 1998, 1999, 2001, 2002
  - Derde: 1996
- Wereldkampioenschap:
  - Zilver: 1994
- Europees Kampioenschap:
  - Brons: 1997

## Speler
4 Pasjoetin ·
5 Domani ·
6 Gratsjev ·
7 Kisoerin ·
8 Nosov ·
9 Bazarevitsj ·
10 Babkov ·
11 Michajlov ·
12 Karasjov ·
13 Fetisov ·
14 Panov ·
15 Ivanov ·
Coach: Belov
· Assistent-coach: 
· Assistent-coach: 
4 Pasjoetin ·
5 Domani ·
6 Gratsjev ·
7 Kisoerin ·
8 Nosov ·
9 Bazarevitsj ·
10 Babkov ·
11 Michajlov ·
12 Karasjov ·
13 Fetisov ·
14 Panov ·
15 Ivanov ·
Coach: Belov
· Assistent-coach: 
· Assistent-coach: 
4 Karasjov ·
5 Koedelin ·
6 Domani ·
7 Kisoerin ·
8 Pasjoetin ·
9 Bazarevitsj ·
10 Babkov ·
11 Michajlov ·
12 Fetisov ·
13 Ivanov ·
14 Panov ·
15 Nosov ·
Coach: Belov
· Assistent-coach: 
· Assistent-coach: 
4 Karasjov ·
5 Koedelin ·
6 Koerasjov ·
7 Kisoerin ·
8 J. Pasjoetin ·
9 Sjakoelin ·
10 Babkov ·
11 Michajlov ·
12 Z. Pasjoetin ·
13 Fetisov ·
14 Panov ·
15 Nosov ·
Coach: Belov
· Assistent-coach: Kapranov
· Assistent-coach: Jerjomin
4 Karasjov ·
5 Koedelin ·
6 Petrenko ·
7 Kisoerin ·
8 J. Pasjoetin ·
9 Tichonenko ·
10 Babkov ·
11 Koerasjov ·
12 Z. Pasjoetin ·
13 Avlejev ·
14 Panov ·
15 Nosov ·
Coach: Belov
· Assistent-coach: Jerjomin
· Assistent-coach: 
4 Tsjikalkin ·
5 Koebrakov ·
6 Basjminov ·
7 Kisoerin ·
8 Morgoenov ·
9 Bazarevitsj ·
10 J. Pasjoetin ·
11 Z. Pasjoetin ·
12 Fetisov ·
13 Kirilenko ·
14 Panov ·
15 Avlejev ·
Coach: Jerjomin
· Assistent-coach: 
· Assistent-coach: 
4 Joedin ·
5 Basjminov ·
6 Panov ·
7 Koedelin ·
8 Tsjikalkin ·
9 Morgoenov ·
10 J. Pasjoetin ·
11 Z. Pasjoetin ·
12 Miloserdov ·
13 Kirilenko ·
14 Savrasjenko ·
15 Samojlenko ·
Coach: Jerjomin
· Assistent-coach: 
· Assistent-coach: 
4 Karasjov ·
5 Basjminov ·
6 Panov ·
7 Koedelin ·
8 Tsjikalkin ·
9 Morgoenov ·
10 J. Pasjoetin ·
11 Z. Pasjoetin ·
12 Chrjapa ·
13 Kirilenko ·
14 Avlejev ·
15 Savrasjenko ·
Coach: Jerjomin
· Assistent-coach: 
· Assistent-coach: 

## Assistent coach
4 Vorontsevitsj ·
5 Koerbanov ·
6 Bykov ·
7 Fridzon ·
8 McCarty ·
9 Sokolov ·
10 Dmitriev ·
11 Vjaltsev ·
12 Monja ·
13 Ponkrasjov ·
14 Zozoelin ·
15 Mozgov ·
Coach: Blatt
· Assistent-coach: Sjakoelin
· Assistent-coach: Pasjoetin

## Coach
1 Zoebkov ·
4 Baboerin ·
5 Pateev ·
7 Fridzon ·
9 Vjaltsev ·
11 Antonov ·
12 Monja ·
13 Chvostov ·
14 Ponkrasjov  ·
20 Vorontsevitsj ·
32 Desjatnikov ·
41 Koerbanov ·
Coach: J. Pasjoetin
· Assistent-coach: Z. Pasjoetin
· Assistent-coach: Maltsev
· Assistent-coach: Artemjev